# Neochanna
Neochanna is een geslacht van straalvinnige vissen uit de familie van de snoekforellen (Galaxiidae).

## Soorten
- Neochanna cleaveri (Scott, 1934)
- Neochanna apoda Günther, 1867
- Neochanna burrowsius (Phillipps, 1926)
- Neochanna diversus Stokell, 1949
- Neochanna heleios Ling & Gleeson, 2001
- Neochanna rekohua (Mitchell, 1995)